# John Ross (Häuptling)

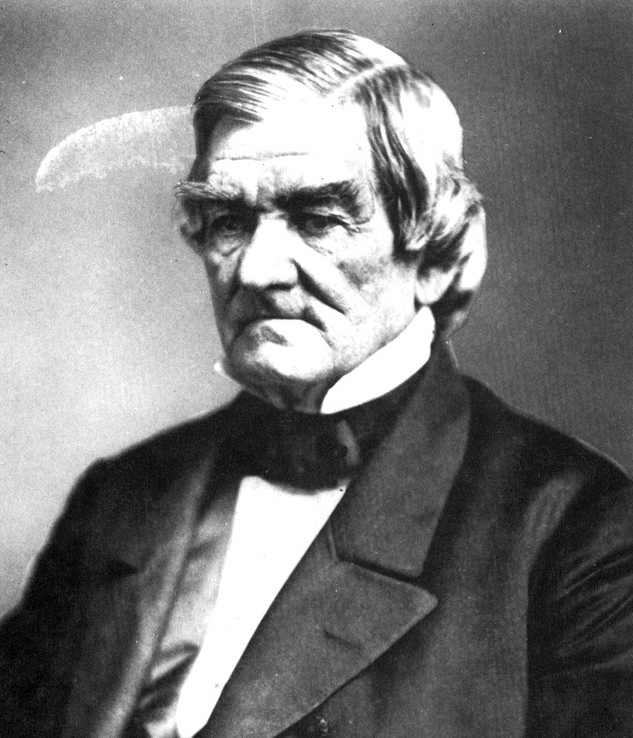
John Ross

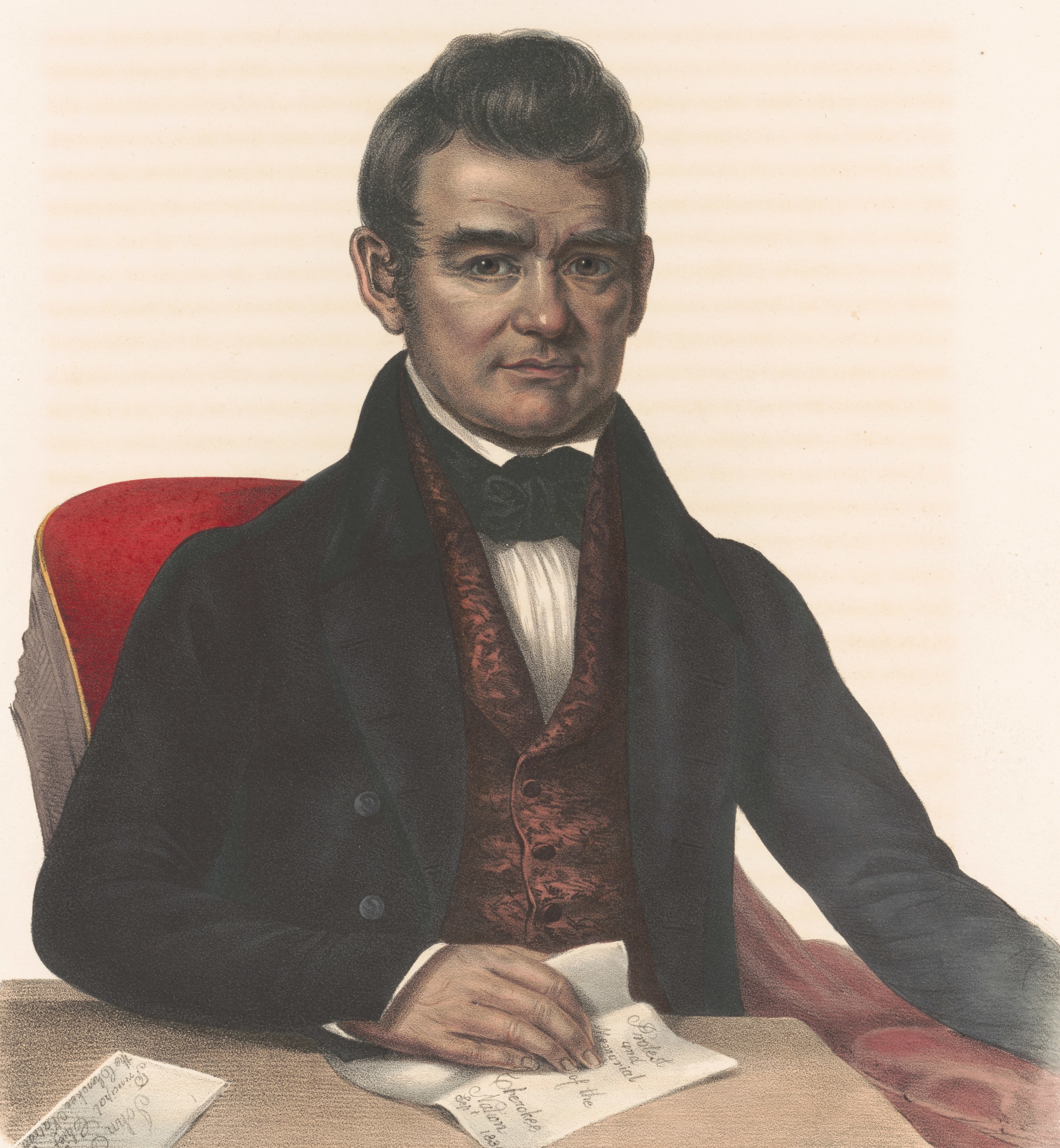
John Ross als junger Mann

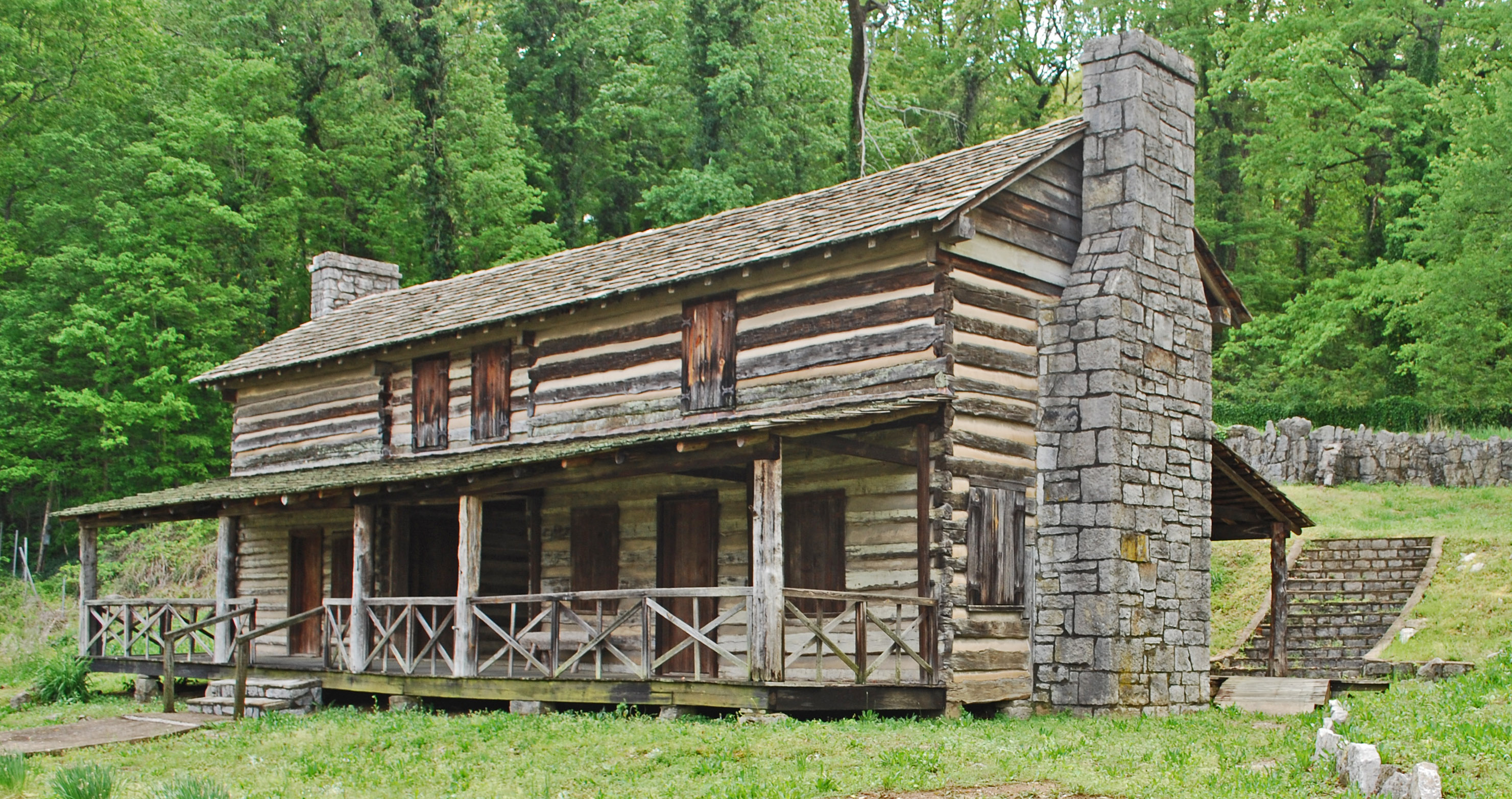
Das John Ross House in Rossville

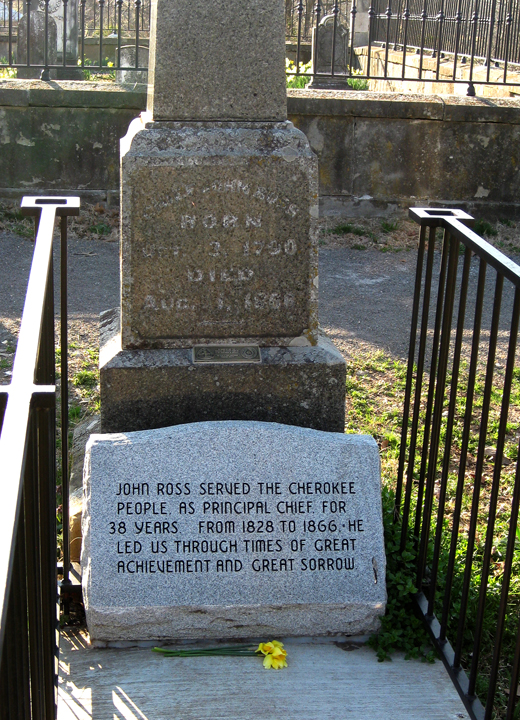
Ross’ Grab in Park Hill, Oklahoma

John Ross (* 3. Oktober 1790 in Turkeytown, Alabama; † 1. August 1866 in Washington, D.C.), der auch unter seinem Cherokee-Namen ᎫᏫᏍᎫᏫ Guwisguwi (ein mythologischer Vogel der Cherokee; Cherokee-Transliteration: Koo-wi-s-gu-wi) bekannt war, war von 1828 bis 1860 Oberster Häuptling des indianischen Volkes der Cherokee im Südosten und zentralen Süden der Vereinigten Staaten von Amerika. Er führte die Nation der Cherokee während der Vertreibung der Indianer und des Wiederaufbaus der Nation im Indianer-Territorium im heutigen Bundesstaat Oklahoma an.

## Leben
Ross wurde am 3. Oktober in Turkeytown am Coosa River, Alabama, als Sohn der schottisch-indianischen Mollie McDonald und des aus Schottland eingewanderten Händlers Daniel Ross geboren. Dank seiner bilingualen Erziehung wurde Ross als 20-Jähriger zum Indianeragenten in Arkansas ernannt. Während des Britisch-Amerikanischen Krieges kämpfte er in der Schlacht am Horseshoe Bend gegen die mit den Briten verbündeten Muskogee.
Ross erwies sich als begabter Geschäftsmann. Er gründete die Fährstation Ross’s Landing, aus der später die Stadt Chattanooga wurde, und bewirtschaftete mit Hilfe von Sklaven eine Plantage in der Nähe von New Echota. Er gilt als einer der fünf reichsten Cherokee seiner Zeit.
Sein Wohnhaus im nach ihm benannten Ort Rossville im Walker County in Georgia, das John Ross House, wurde 1973 zur National Historic Landmark der Vereinigten Staaten erklärt.
Nach ersten politischen Erfahrungen wurde Ross im Jahr 1818 in den Vorstand des Rates der Cherokee gewählt. Er zeigte großes Geschick in den Verhandlungen mit den Vereinigten Staaten, die versuchten, Druck auf die Cherokee auszuüben, um diese zur Aufgabe ihrer Stammesgebiete zu bewegen. Nach dem Tod Pathkillers, des Obersten Häuptlings der Cherokee, wurde Ross an dessen Stelle gewählt. Als überzeugter Gegner einer Vertreibung und Umsiedlung der Cherokee versuchte er, die Regierung der Vereinigten Staaten auf juristischem Wege zu zwingen, die Souveränität seines Volkes anzuerkennen. Sein politischer Gegner Major Ridge, Anführer der sogenannten „Treaty Party“ („Vertragspartei“), die eine Umsiedlung befürwortete, unterzeichnete den Vertrag von New Echota, mit dem die Rechte der Cherokee an ihren Stammesgebieten im Tausch für neue Gebiete im Indianer-Territorium an die Vereinigten Staaten übergingen. Ross versuchte die Umsiedlung zwar noch zu verhindern, aber nach der Ratifizierung des Vertrages und vergeblichen juristischen Versuchen, die nicht von der Mehrheit getragene Vereinbarung zu annullieren, wurden die Cherokee auf dem Pfad der Tränen zur Umsiedlung gezwungen. Seine Frau Quatie war unter den Opfern der gewaltsamen Vertreibung. Später heiratete er Mary Brian Stapler.
Nach den großen Verlusten des Volkes half Ross beim Wiederaufbau der Nation im Indianer-Territorium als „Cherokee Nation of Oklahoma“. Bis 1860 führte er die Nation als Oberster Häuptling an. Während des Sezessionskrieges stellte sich Ross in dem Bemühen, die Nation zu schützen, auf die Seite der Konföderierten. Am 7. Oktober 1861 wurde ein Vertrag unterschrieben, der einen Freundschaftsvertrag und eine Allianz beinhaltete. Doch wenige Monate später wechselten Ross und seine Anhänger die Seiten und flüchteten nach Kansas. Unionstruppen marschierten 1862 in das Gebiet der Cherokee ein. Ross reiste an die Ostküste und versuchte, die gespannten Beziehungen zwischen seinem Volk und der Unionsregierung wieder zu entschärfen. Während des Krieges hielt er sich primär in Philadelphia auf. Ross wandte sich an Abraham Lincoln und reiste nach Washington D.C., um die Rechte der Cherokee als souveräne Nation zu stärken und einen Wiederaufbau zu ermöglichen. Währenddessen tobten Kämpfe im Indianer-Territorium. Der Widersacher von Ross, Häuptling Stand Watie und dessen Anhänger, bekämpften die Truppen der Union auf Seiten der Konföderation. Nach der Kapitulation der Cherokee 1865 wurde Ross wieder Stammeshäuptling.